# Dichaea eligulata
Dichaea eligulata là một loài thực vật có hoa trong họ Lan. Loài này được Folsom mô tả khoa học đầu tiên năm 1994.